# Неверово-Слобода
Неверово-Слобода — деревня в Пестяковском районе Ивановской области России, входит в состав Пестяковского сельского поселения.

## География
Деревня расположена в 17 км на юг от райцентра рабочего посёлка Пестяки.

## История
На карте Менде 1850 года отмечены рядом расположенные деревни Хричева (Слобода) и Прудищи (Неверова Слобода). В списке населённых мест Владимирской губернии 1859 года фигурирует деревня Полежаево (Неверова Слобода) — 251 жит.
В конце XIX — начале XX века деревня являлась центром Неверослободской волости Гороховецкого уезда Владимирской губернии.
С 1929 года деревня являлась центром Неверо-Слободского сельсовета Пестяковского района, с 2005 года деревня являлась центром Неверо-Слободского сельского поселения, с 2015 года — в составе Пестяковского сельского поселения.

## Население
| 1859 | 1905 | 2010 |
| ---- | ---- | ---- |
| 251  | ↗255 | ↗260 |